# Bernhard Riemann
Georg Friedrich Bernhard Riemann (pronunciación en alemán: /ˈɡeːɔʁk ˈfʁiːdʁɪç ˈbɛʁnhaʁt ˈʁiːman/ (escucharⓘ);(Breselenz, 17 de septiembre de 1826-Verbania, 20 de julio de 1866) fue un matemático alemán que realizó contribuciones muy importantes al análisis y la geometría diferencial, algunas de las cuales allanaron el camino para el desarrollo más avanzado de la relatividad general. Su nombre está conectado con la función zeta, la hipótesis de Riemann, la integral de Riemann, el lema de Riemann, las variedades de Riemann, las superficies de Riemann y la geometría de Riemann. A través de sus contribuciones pioneras a la geometría diferencial, Riemann sentó las bases de las matemáticas de la relatividad general. Es considerado por muchos como uno de los más grandes matemáticos de todos los tiempos.

## Biografía

### Primeros años
Riemann nació el 17 de septiembre de 1826 en Breselenz, un pueblo cercano a Dannenberg en el Reino de Hannover. Su padre, Friedrich Bernhard Riemann, fue un pastor luterano pobre de Breselenz que luchó en las guerras napoleónicas. Su madre, Charlotte Ebell, murió en 1846. Riemann era el segundo de seis hermanos, tímido y sufría numerosas crisis nerviosas. Riemann mostró un talento matemático excepcional, como su capacidad de cálculo, desde una edad temprana, pero padecía timidez y miedo a hablar en público.

### Educación
En 1840 Bernhard fue a Hanóver a vivir con su abuela y a visitar el Lyceum. Después de la muerte de su abuela en 1842 entró al Johanneum Lüneburg. Desde pequeño demostró una fabulosa capacidad para el cálculo unido a una timidez casi enfermiza. Durante sus estudios de secundaria aprendía tan rápido que enseguida adelantaba a todos sus profesores. Se cuenta también que Riemann hablaba con sus profesores para que la didáctica en la enseñanza de las matemáticas se adaptara a él. Es por ello por lo que muchos historiadores sugieren que padecía del síndrome de Asperger.
En 1846 a la edad de 19, comenzó a estudiar filología y teología en la Universidad de Göttingen, su idea era complacer a su padre y poder ayudar a su familia haciéndose pastor. Acudió a conferencias de Gauss sobre el Método de mínimos cuadrados. En 1847 su padre reunió el dinero suficiente para que comenzara a estudiar matemáticas. Gauss recomendó a Riemann que abandonara su labor teológica y entrara en el campo de las matemáticas; tras obtener la aprobación de su padre, Riemann se trasladó a la Universidad de Berlín en 1847. Durante su época de estudios, Carl Gustav Jacob Jacobi, Peter Gustav Lejeune Dirichlet, Jakob Steiner y Gotthold Eisenstein impartían clases. Permaneció dos años en Berlín y regresó a Gotinga en 1849.
En 1847 se trasladó a Berlín, donde enseñaban Jacobi, Dirichlet y Steiner. En 1848 estallaron manifestaciones y movimientos obreros por toda Alemania, Riemann fue reclutado por las milicias de estudiantes, incluso ayudó a proteger al rey en su palacio de Berlín. Permaneció allí por dos años y volvió a Göttingen en 1849.
Riemann dio sus primeras conferencias en 1854, en las que fundó el campo de la geometría riemanniana y sentó así las bases para la teoría general de la relatividad de Albert Einstein. En 1857, hubo un intento de ascender a Riemann a profesor extraordinario en la Universidad de Gotinga. Aunque el intento fracasó, Riemann obtuvo finalmente un sueldo regular. En 1859, tras la muerte de Dirichlet (que ocupaba la cátedra de Gauss en la Universidad de Gotinga), fue ascendido a director del departamento de matemáticas de la Universidad de Gotinga. También fue el primero en sugerir el uso de dimensiones superiores a tres o cuatro para describir la realidad física.
En 1862 se casó con Elise Koch; su hija Ida Schilling nació el 22 de diciembre de 1862.
En 1859, tras haberse doctorado en matemáticas ante Gauss en 1851, formuló por primera vez la hipótesis de Riemann el cual es uno de los más famosos e importantes problemas sin resolver de las matemáticas.
Riemann dio sus primeras conferencias en 1854, en las cuales fundó el campo de la geometría de Riemann. Lo ascendieron a profesor extraordinario en la universidad de Göttingen en 1857 y se hizo profesor ordinario en 1859.

### Familia protestante y muerte en Italia

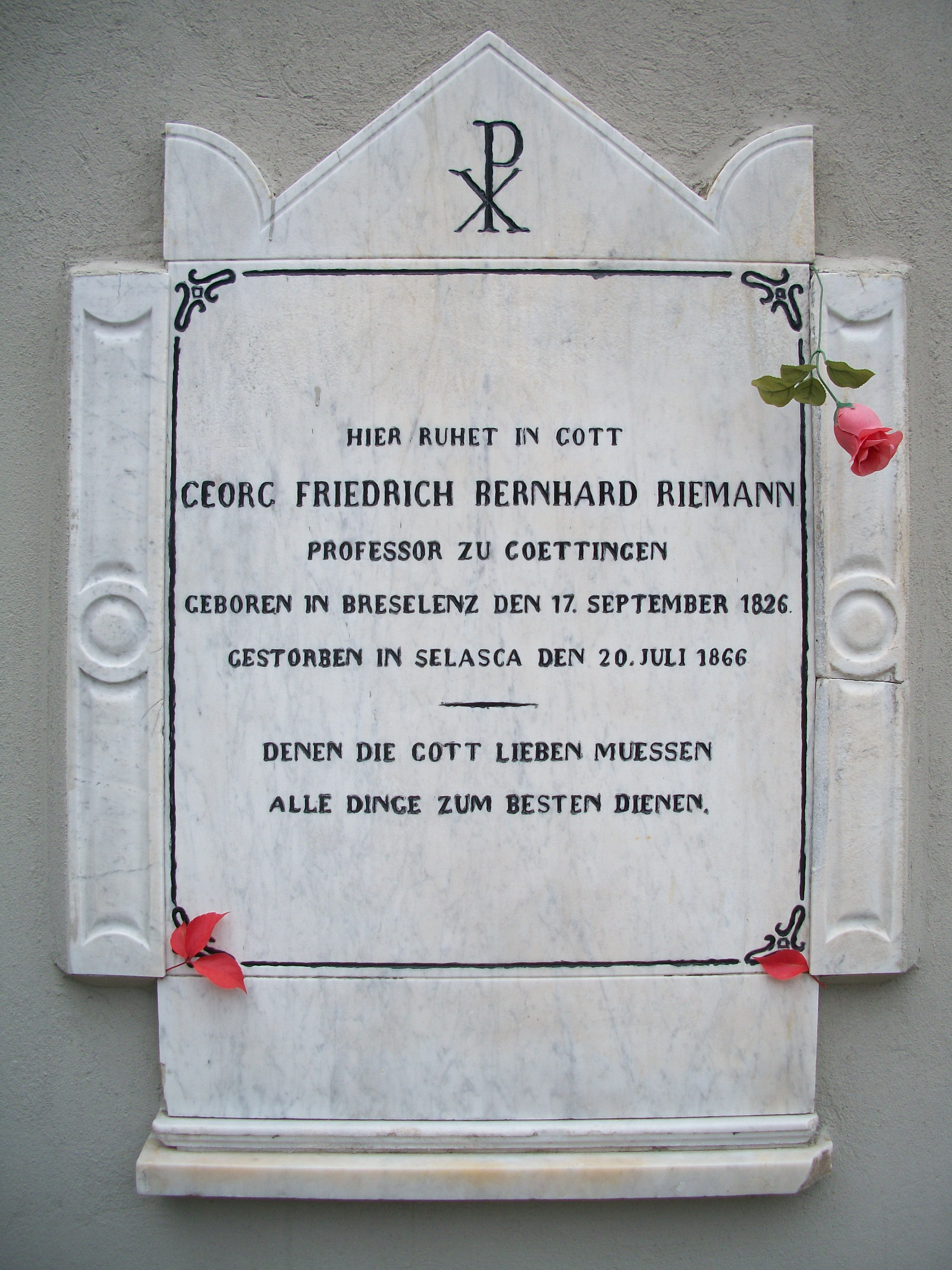
Lápida de Riemann en Biganzolo en Piamonte, Italia

Riemann huyó de Gotinga cuando los ejércitos de Hannover y Prusia se enfrentaron allí en 1866.  Murió de tuberculosis durante su tercer viaje a Italia en Selasca (actualmente una aldea de Verbania en el Lago Mayor), donde fue enterrado en el cementerio de Biganzolo (Verbania).

Riemann era un cristiano devoto, hijo de un pastor protestante, y veía su vida de matemático como otra forma de servir a Dios. Durante toda su vida, se aferró a su fe cristiana y la consideró el aspecto más importante de su vida. En el momento de su muerte, estaba recitando el Padre Nuestro con su esposa y murió antes de que terminaran de rezar la oración. Mientras tanto, en Gotinga su ama de llaves se deshizo de algunos de los papeles de su despacho, entre los que se encontraban muchos trabajos inéditos. Riemann se negó a publicar trabajos incompletos, por lo que es posible que se perdieran algunas ideas profundas.
La lápida de Riemann en Biganzolo (Italia) hace referencia a NVI:

Aquí descansa en Dios

Georg Friedrich Bernhard Riemann

Profesor en Göttingen

nacido en Breselenz, 17 de septiembre de 1826

fallecido en Selasca, el 20 de julio de 1866

Para aquellos que aman a Dios, todas las cosas deben funcionar juntas para bien

## Obras principales
- Grundlagen für eine allgemeine Theorie der Funktionen einer veränderlichen complexen Grösse (Conceptos básicos para una teoría general de las funciones de variable compleja 1851). Publicado en Werke: Disertación sobre la teoría general de funciones de variable compleja, basada en las hoy llamadas ecuaciones de Cauchy-Riemann. En ella, inventó el instrumento de la superficie de Riemann.
- Ueber die Darstellbarkeit einer Function durch eine trigonometrische Reihe (Sobre la representación de una función por una serie trigonométrica, 1854) Publicado en Werke: Realizado para acceder a su cargo de Profesor auxiliar y en el cual analizó las condiciones de Dirichlet para el problema de representación de funciones en serie de Fourier. Con este trabajo, definió el concepto de integral de Riemann y creó una nueva rama de las matemáticas: La teoría de funciones de una variable real.
- Ueber die Hypothesen, Welche der Geometrie zu Grunde liegen (Sobre las hipótesis en que se funda la geometría, 1854) Publicado en Werke: Transcripción de una clase magistral impartida por Riemann a petición de Gauss la cual versa sobre los fundamentos de la geometría. Se desarrolla como una generalización de los principios de la geometría euclidiana y la no euclídea. La unificación de todas las geometrías se conoce hoy en día como geometría de Riemann y es básica para la formulación de la teoría de la relatividad de Einstein.
- Ueber die Anzahl der Primzahlen unter einer gegebenen Grösse (Sobre el número de primos menores que una cantidad dada, 1859) Publicado en Werke: El más célebre trabajo de Riemann. Es su único ensayo sobre la teoría de números. La mayor parte del artículo está dedicado a los números primos. En ella introduce la función zeta de Riemann.

En nuestro idioma, existe una edición de escritos matemáticos, físicos y filosóficos de Riemann: Riemanniana Selecta, editada por J. Ferreirós (Madrid, CSIC, 2000; colección Clásicos del Pensamiento). Se incluyen los tres últimos trabajos mencionados, además de otros materiales, precedidos por un estudio introductorio de unas 150 páginas.

## Física matemática, filosofía natural
Riemann también se interesó mucho por la física matemática y la filosofía natural bajo la influencia del filósofo Johann Friedrich Herbart. Este último defendía una especie de "teoría de campo" de los fenómenos mentales similar a la electrodinámica en analogía con el teorema de la teoría potencial de Gauss. Herbart: "A cada instante algo permanente entra en nuestra alma, sólo para volver a desaparecer inmediatamente" Para Herbart, que buscaba una justificación matemática de la psicología recurriendo a Hume, el sujeto era sólo el producto cambiante de las ideas. Como afirma el propio Riemann, pudo estar de acuerdo con algunos de los conceptos epistemológicos y psicológicos de Herbart, pero no con su filosofía natural.Su revisión de los primeros escritos de Gustav Theodor Fechner muestra que compartía la enseñanza de Fechner, que estaba influida por la filosofía de la naturaleza de Friedrich Wilhelm Joseph Schelling, en particular la idea de que existe un "interior de la naturaleza" que está animado por un "principio organizador" y conduce a "estadios superiores de desarrollo".  Las ideas de Riemann sobre la filosofía natural de su herencia están publicadas en sus Obras Completas.
Su "Contribución a la electrodinámica" de 1858, que retiró de la publicación, pretendía normalizar la electrodinámica: fuerzas de Coulomb (gravedad, electricidad) a partir de la resistencia al cambio de volumen, fuerzas "electrodinámicas" como la luz, la radiación térmica a partir de la resistencia al cambio de longitud de un elemento lineal (parte de Ampères de la interacción de dos corrientes). En lugar de la ecuación de Poisson para el potencial, llegó a una ecuación de onda con una velocidad constante de la luz. En el desarrollo de sus ideas, se vio influido por la 3ª carta de Isaac Newton a Bentley (citada en Brewster's "Life of Newton"). Rudolf Clausius encontró un grave error en la obra publicada póstumamente.
Su uso del principio de Dirichlet ya apunta a métodos de variación, y Riemann también escribió un trabajo sobre superficie mínima. Según Laugwitz, fue torpemente editado por Hattendorff, que lo publicó póstumamente, y anticipa muchas ideas de Hermann Amandus Schwarz.
En física matemática, por ejemplo, trabajó en problemas de conducción del calor, problemas potenciales, ecuación diferencial hiperbólica (en 1860 encontró un nuevo método de solución para las ecuaciones diferenciales que describen ondas de choque) y figuras de fluidos en rotación. Debido a sus investigaciones sobre ecuaciones hiperbólicas, el problema de Riemann lleva su nombre. En el campo de los fluidos en rotación, respondió a una pregunta planteada por Dirichlet y encontró nuevas figuras además de las ya conocidas por Dedekind, Dirichlet y Colin MacLaurin. También consideró su estabilidad (anticipándose a Lyapunov). Hattendorf publicó sus conferencias sobre ecuaciones diferenciales parciales en física matemática después de su muerte. Más tarde, Heinrich Weber lo convirtió en un libro de texto muy conocido en la época. Poco antes de su muerte, seguía trabajando en una teoría del oído humano.

## Eponimia
Además de los distintos conceptos matemáticos que llevan su nombre, se tiene que:
- El cráter lunar Riemann lleva este nombre en su memoria.[17]
- El asteroide (4167) Riemann también conmemora su nombre.[18]
- La geometría de Riemann